# Л’Опиталь-Сен-Блез
Л’Опита́ль-Сен-Блез (фр. L'Hôpital-Saint-Blaise) — коммуна во Франции, находится в регионе Аквитания. Департамент коммуны — Атлантические Пиренеи. Входит в состав кантона Монтань-Баск. Округ коммуны — Олорон-Сент-Мари.
Код INSEE коммуны 64264.
Коммуна граничит с Монкейоль-Ларрори-Мандибьё и Шерот на западе и с Баркю на юге.

## Население
Население коммуны на 2008 год составляло 76 человек.
| 1962 | 1968 | 1975 | 1982 | 1990 | 1999 | 2008 |
| ---- | ---- | ---- | ---- | ---- | ---- | ---- |
| 77   | 82   | 74   | 64   | 76   | 74   | 76   |

## Экономика
Основу экономики составляет сельское хозяйство (выращивание кукурузы и животноводство).
В 2007 году среди 49 человек в трудоспособном возрасте (15-64 лет) 38 были экономически активными, 11 — неактивными (показатель активности — 77,6 %, в 1999 году было 76,7 %). Из 38 активных работали 36 человек (18 мужчин и 18 женщин), безработных было 2 (1 мужчина и 1 женщина). Среди 11 неактивных 5 человек были учениками или студентами, 4 — пенсионерами, 2 были неактивными по другим причинам.

## Достопримечательности
- Мельница
- Церковь Сен-Блез (середина XII века), исторический памятник с 1888 года[2].